# Discografia di Monica
La discografia di Monica, cantante statunitense, comprende otto album in studio, un mixtape, un EP e 35 singoli, di cui quattro in collaborazione con altri artisti.

## Album

### Album in studio
| Anno | Titolo | Posizione massima | Posizione massima | Posizione massima | Posizione massima | Posizione massima | Posizione massima | Posizione massima | Posizione massima | Posizione massima | Certificazioni                                                 |
| Anno | Titolo | US                | AUS               | CAN               | FRA               | GER               | NLD               | NZ                | SWI               | UK                | Certificazioni                                                 |
| ---- | --- | ----------------- | ----------------- | ----------------- | ----------------- | ----------------- | ----------------- | ----------------- | ----------------- | ----------------- | -------------------------------------------------------------- |
| 1995 | Miss Thang - Pubblicato: 18 luglio 1995 - Etichetta: Rowdy Records, Arista Records - Formati: CD, musicassetta | 36                | —                 | 20                | —                 | —                 | 42                | 9                 | —                 | —                 | - USA: Platino (3) - CAN: Oro                                  |
| 1996 | The Boy Is Mine - Pubblicato: 14 luglio 1998 - Etichetta: Arista Records - Formati: CD, musicasetta            | 8                 | 37                | 10                | 20                | 34                | 17                | 13                | 19                | 52                | - USA: Platino (3) - CAN: Platino (3) - FRA: Oro - UK: Argento |
| 2002 | All Eyez on Me - Pubblicato: 21 ottobre 2002 - Etichetta: J Records - Formati: CD                              | —                 | —                 | —                 | —                 | —                 | —                 | —                 | 88                | —                 |                                                                |
| 2003 | After the Storm - Pubblicato: 17 giugno 2003 - Etichetta: J Records - Formati: CD, download digitale           | 1                 | —                 | 56                | —                 | —                 | —                 | —                 | —                 | —                 | - USA: Oro                                                     |
| 2006 | The Makings of Me - Pubblicato: 3 ottobre 2006 - Etichetta: J Records - Formati: CD, download digitale         | 8                 | —                 | —                 | —                 | —                 | —                 | —                 | —                 | —                 |                                                                |
| 2010 | Still Standing - Pubblicato: 23 marzo 2010 - Etichetta: J Records - Formati: CD, download digitale             | 2                 | —                 | 191               | —                 | —                 | —                 | —                 | —                 | —                 | - USA: Oro                                                     |
| 2012 | New Life - Pubblicato: 6 aprile 2012 - Etichetta: RCA Records - Formati: CD, download digitale                 | 4                 | —                 | —                 | —                 | —                 | —                 | —                 | —                 | —                 |                                                                |
| 2015 | Code Red - Pubblicato: 15 dicembre 2015 - Etichetta: RCA Records - Formati: CD, download digitale, streaming   | 27                | —                 | —                 | —                 | —                 | —                 | —                 | —                 | —                 |                                                                |

### Mixtape
| Anno | Titolo e dettagli                                                               |
| ---- | ------------------------------------------------------------------------------- |
| 2007 | Monica: Made Mixtape - Pubblicato: 2007 - Etichetta: Indipendente - Formati: CD |

## Extended play
| Anno | Titolo e dettagli                                                                                              |
| ---- | --- |
| 2004 | Dance Vault Remixes: Get It Off/Knock Knock - Pubblicato: 1º gennaio 2004 - Etichetta: J Records - Formati: CD |

## Singoli

### Come artista principale
| Anno                                                                                          | Titolo                                             | Posizione massima | Posizione massima | Posizione massima | Posizione massima | Posizione massima | Posizione massima | Posizione massima | Posizione massima | Posizione massima | Posizione massima | Album                |
| Anno                                                                                          | Titolo                                             | US                | AUS               | CAN               | FRA               | GER               | IRE               | NLD               | NZ                | SWI               | UK                | Album                |
| --------------------------------------------------------------------------------------------- | -------------------------------------------------- | ----------------- | ----------------- | ----------------- | ----------------- | ----------------- | ----------------- | ----------------- | ----------------- | ----------------- | ----------------- | -------------------- |
| 1995                                                                                          | Don't Take It Personal (Just One of Dem Days)      | 2                 | 7                 | —                 | —                 | —                 | —                 | 20                | 5                 | —                 | 32                | Miss Thang           |
| 1995                                                                                          | Like This and Like That                            | 7                 | —                 | —                 | —                 | —                 | —                 | —                 | 18                | —                 | 33                | Miss Thang           |
| 1995                                                                                          | Before You Walk Out of My Life                     | 7                 | 60                | —                 | —                 | —                 | —                 | —                 | 8                 | —                 | 22                | Miss Thang           |
| 1996                                                                                          | Why I Love You So Much                             | 9                 | 96                | —                 | —                 | —                 | —                 | —                 | 22                | —                 | —                 | Miss Thang           |
| 1996                                                                                          | Ain't Nobody (feat. Treach)                        | 9                 | —                 | —                 | —                 | —                 | —                 | —                 | —                 | —                 | —                 | Il professore matto  |
| 1997                                                                                          | For You I Will                                     | 4                 | 45                | 75                | —                 | 80                | —                 | 51                | 2                 | —                 | 27                | Space Jam            |
| 1998                                                                                          | The Boy Is Mine (con Brandy)                       | 1                 | 3                 | 1                 | 2                 | 5                 | 2                 | 1                 | 1                 | 3                 | 2                 | The Boy Is Mine      |
| 1998                                                                                          | The First Night                                    | 1                 | 3                 | 9                 | 41                | 63                | 30                | 22                | 15                | —                 | 6                 | The Boy Is Mine      |
| 1999                                                                                          | Angel of Mine                                      | 1                 | 12                | 5                 | —                 | —                 | —                 | —                 | 36                | —                 | 55                | The Boy Is Mine      |
| 1999                                                                                          | Street Symphony                                    | 120               | —                 | —                 | —                 | —                 | —                 | —                 | —                 | —                 | —                 | The Boy Is Mine      |
| 1999                                                                                          | Inside                                             | —                 | —                 | —                 | —                 | —                 | —                 | —                 | —                 | —                 | —                 | The Boy Is Mine      |
| 2001                                                                                          | Just Another Girl                                  | 64                | —                 | —                 | —                 | —                 | —                 | —                 | —                 | —                 | —                 | Ritorno dal paradiso |
| 2002                                                                                          | All Eyez on Me                                     | 69                | 39                | —                 | —                 | 81                | —                 | —                 | 29                | —                 | —                 | All Eyez on Me       |
| 2003                                                                                          | So Gone                                            | 10                | 72                | 17                | —                 | —                 | —                 | —                 | —                 | —                 | 82                | After the Storm      |
| 2003                                                                                          | Knock Knock/Get It Off                             | 75                | —                 | —                 | —                 | —                 | —                 | —                 | —                 | —                 | —                 | After the Storm      |
| 2004                                                                                          | U Should've Known Better                           | 19                | —                 | —                 | —                 | —                 | —                 | —                 | —                 | —                 | —                 | After the Storm      |
| 2006                                                                                          | Everytime tha Beat Drop (feat. Dem Franchize Boyz) | 48                | —                 | —                 | —                 | —                 | —                 | —                 | —                 | —                 | —                 | The Makings of Me    |
| 2006                                                                                          | A Dozen Roses (You Remind Me)                      | —                 | —                 | —                 | —                 | —                 | —                 | —                 | —                 | —                 | —                 | The Makings of Me    |
| 2007                                                                                          | Sideline Ho                                        | —                 | —                 | —                 | —                 | —                 | —                 | —                 | —                 | —                 | —                 | The Makings of Me    |
| 2007                                                                                          | Hell No (Leave Home) (feat. Twista)                | —                 | —                 | —                 | —                 | —                 | —                 | —                 | —                 | —                 | —                 | The Makings of Me    |
| 2009                                                                                          | Trust (con Keyshia Cole)                           | 70                | —                 | —                 | —                 | —                 | —                 | —                 | —                 | —                 | —                 | A Different Me       |
| 2010                                                                                          | Everything to Me                                   | 44                | —                 | —                 | —                 | —                 | —                 | —                 | —                 | —                 | —                 | Still Standing       |
| 2010                                                                                          | Love All Over Me                                   | 58                | —                 | —                 | —                 | —                 | —                 | —                 | —                 | —                 | —                 | Still Standing       |
| 2011                                                                                          | Anything (To Found You) (feat. Rick Ross)          | 119               | —                 | —                 | —                 | —                 | —                 | —                 | —                 | —                 | —                 | New Life             |
| 2011                                                                                          | Until It's Gone                                    | —                 | —                 | —                 | —                 | —                 | —                 | —                 | —                 | —                 | —                 | New Life             |
| 2012                                                                                          | It All Belongs to Me (con Brandy)                  | 119               | —                 | —                 | —                 | —                 | —                 | —                 | —                 | —                 | —                 | New Life             |
| 2012                                                                                          | Without You                                        | —                 | —                 | —                 | —                 | —                 | —                 | —                 | —                 | —                 | —                 | New Life             |
| 2015                                                                                          | Just Right for Me (feat. Lil Wayne)                | —                 | —                 | —                 | —                 | —                 | —                 | —                 | —                 | —                 | —                 | Code Red             |
| 2019                                                                                          | Commitment                                         | —                 | —                 | —                 | —                 | —                 | —                 | —                 | —                 | —                 | —                 | Trenches             |
| 2019                                                                                          | Me + You                                           | —                 | —                 | —                 | —                 | —                 | —                 | —                 | —                 | —                 | —                 | Trenches             |
| 2020                                                                                          | Trenches (feat. Lil Baby)                          | —                 | —                 | —                 | —                 | —                 | —                 | —                 | —                 | —                 | —                 | Trenches             |
| "—" indica che l'opera non si è classificata o che non è stata pubblicata in quel territorio. |                                                    |                   |                   |                   |                   |                   |                   |                   |                   |                   |                   |                      |

### Come artista ospite
| 2000                                                                                          | I've Got to Have It (Jermaine Dupri e Nas feat. Monica)            | 100 | 76 | Big Mama |
| 2010                                                                                          | Always (Trina feat. Monica)                                        | —   | —  | Amazin'  |
| 2012                                                                                          | Hold On (James Fortune feat. Monica)                               | 17  | 8  | Identity |
| 2015                                                                                          | Do Me Like That (Trendsetter Sense feat. Monica, Yo Gotti e Jeezy) | —   | —  | N.D.     |
| "—" indica che l'opera non si è classificata o che non è stata pubblicata in quel territorio. |                                                                    |     |    |          |